# Kopalnia Węgla Kamiennego „Staszic”
Kopalnia Węgla Kamiennego „Staszic” – kopalnia węgla kamiennego w Katowicach z siedzibą na terenie dzielnicy Giszowiec, przy ulicy Karolinki 1. Wchodzi ona w skład Kopalni Węgla Kamiennego „Staszic-Wujek”, będącej jednym z oddziałów Polskiej Grupy Górniczej.
Jest to najmłodsza czynna obecnie kopalnia węgla kamiennego na terenie Katowic, uruchomiona 10 lipca 1964 roku. Maksymalne wydobycie kopalnia osiągnęła w 1988 roku – 4,6 mln ton. Od 31 grudnia 2009 roku kopalnia „Staszic” została połączona z kopalnią „Murcki” i weszła dzień później w skład nowego przedsiębiorstwa o nazwie Kopalnia Węgla Kamiennego „Murcki-Staszic”. 1 stycznia 2021 roku kopalnię „Murcki-Staszic” połączono z kopalnią „Wujek”, tworząc zakład pod nazwą Kopalnia Węgla Kamiennego „Staszic-Wujek”
Według stanu z 1 lipca 2005 roku, oddziały wydobywcze kopalni „Staszic” zatrudniały 3 142 osoby, a powierzchniowe 842 pracowników. W granicach kopalni znajdował się obszar górniczy o powierzchni 16,61 km². Operatywne zasoby węgla kamiennego szacowano na 217,578 mln ton, a przewidywana żywotność zakładu wynosiła wówczas ponad 60 lat. Średnie dzienne wydobycie w zakładzie wynosiło wówczas 16,0 tys. ton.

## Historia

### Początki i powstanie kopalni

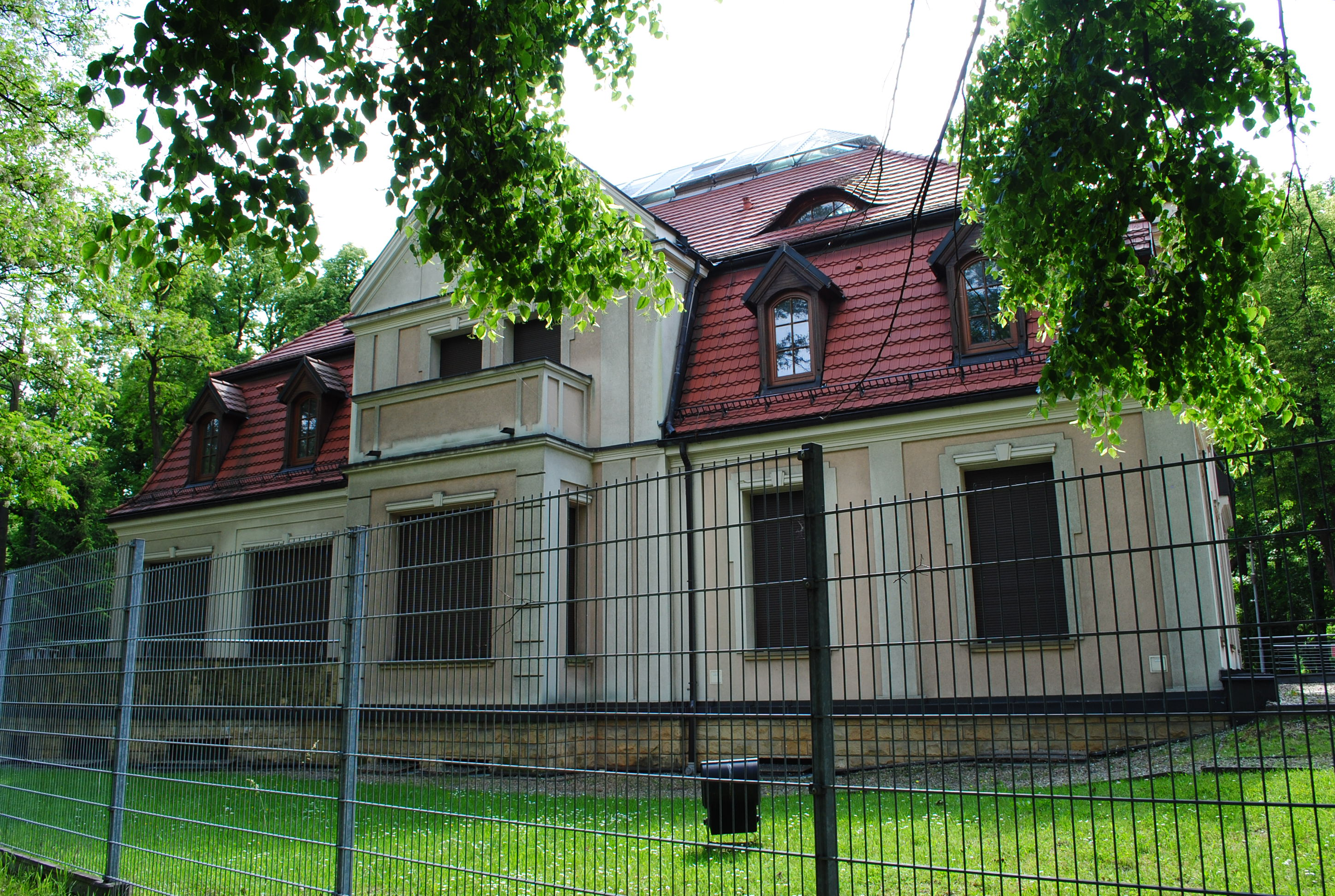
Dawna willa dyrektora kopalni „Giesche” – tutaj mieściła tymczasowa siedziba spółki Kopalnia Węgla Kamiennego „Staszic” w budowie

Zanim powstała kopalnia „Staszic”, w XIX wieku obszar górniczy należał do dóbr mysłowicko-katowickich, których właścicielem była rodzina Wincklerów. W 1896 roku Franz Hubert von Tiele-Winckler dokonał połączenia kilkunastu małych kopalń i pól górniczych, tworząc pole górnicze „Reserve” o powierzchni wynoszącej blisko 23 km². Część tego pola (17 km²) została w 1899 roku zakupiona przez spółkę Georg von Giesches Erben dla posiadanej przez nich kopalni „Giesche” (późniejszy „Wieczorek”), lecz nie zdecydowano się na eksploatację z nowo nabytego pola. Spółka ta wybudowała natomiast na tym obszarze nowe osiedle patronackie dla pracowników kopalni – Gieschewald (niem. Las Gieschego; obecnie Giszowiec).
W latach 50. XX wieku w Polsce Ludowej wzrosło zapotrzebowanie na węgiel kamienny. Specjalnie powołany przez Katowickie Zjednoczenie Przemysłu Węglowego zespół zwrócił uwagę na nieeksploatowane pole górnicze „Reserve”, znajdujące się częściowo na terenie Giszowca. W pierwszej chwili rozważano możliwość wykorzystania zasobów tego pola przez szyby kopalni „Wieczorek”, jednak w roku 1956 postanowiono wybudować odrębną kopalnię, której projekt został zatwierdzony przez Główną Komisję Oceny Projektów Inwestycyjnych Ministerstwa Górnictwa i Energetyki w dniu 5 lutego 1958 roku.
2 października 1958 roku w polu „Reserve” Ministerstwa Górnictwa i Energetyki utworzyło dla kopalni „Staszic” teren górniczy „Giszowiec” o powierzchni 11,987 km². Wraz z budową kopalni zakładano również powstanie osiedla mieszkaniowego dla przyszłych pracowników. W pierwszej kolejności przystąpiono do karczowania lasu, niwelacji terenu oraz budowy dróg dojazdowych. Do prac zatrudniano żołnierzy oraz więźniów, w później zaczęto werbować pracowników z różnych części kraju. 1 stycznia 1959 roku zostało założone przedsiębiorstwo państwowe pod nazwą Kopalnia Węgla Kamiennego „Staszic” w budowie. Tymczasowa siedziba kopalni mieściła się w dawnej willi dyrektora kopalni „Giesche”. Zaczęto drążyć następujące szyby:
- I – (skip) wydobywczy o głębokości 795 m; służący do transportu urobku[13],
- II – zjazdowo-materiałowy o głębokości 751 m; utworzony obok szybu I[13],
- III – wydechowy o głębokości 500 m; mieszczący się w południowo-wschodniej części obszaru górniczego[13], przy obecnej ulicy Adama, w połowie drogi między osiedlem Adama a Starą Wesołą; obecnie zlikwidowany[8],
- IV – o głębokości 655 m[13]; usytuowany w rejonie ulicy Kolistej, na obszarze górniczym sąsiedniej kopalni „Wieczorek[14]”,
- V – o głębokości 571 m; ulokowany na północ od szybów głównych[13] w rejonie dawnej kolonii Zuzanny[14] w katowickiej dzielnicy Osiedle Paderewskiego-Muchowiec[15],
- VII – szyb wentylacyjny (wdechowy) do poziomu 900 m[13]; położony na południe od szybów I i II[14].

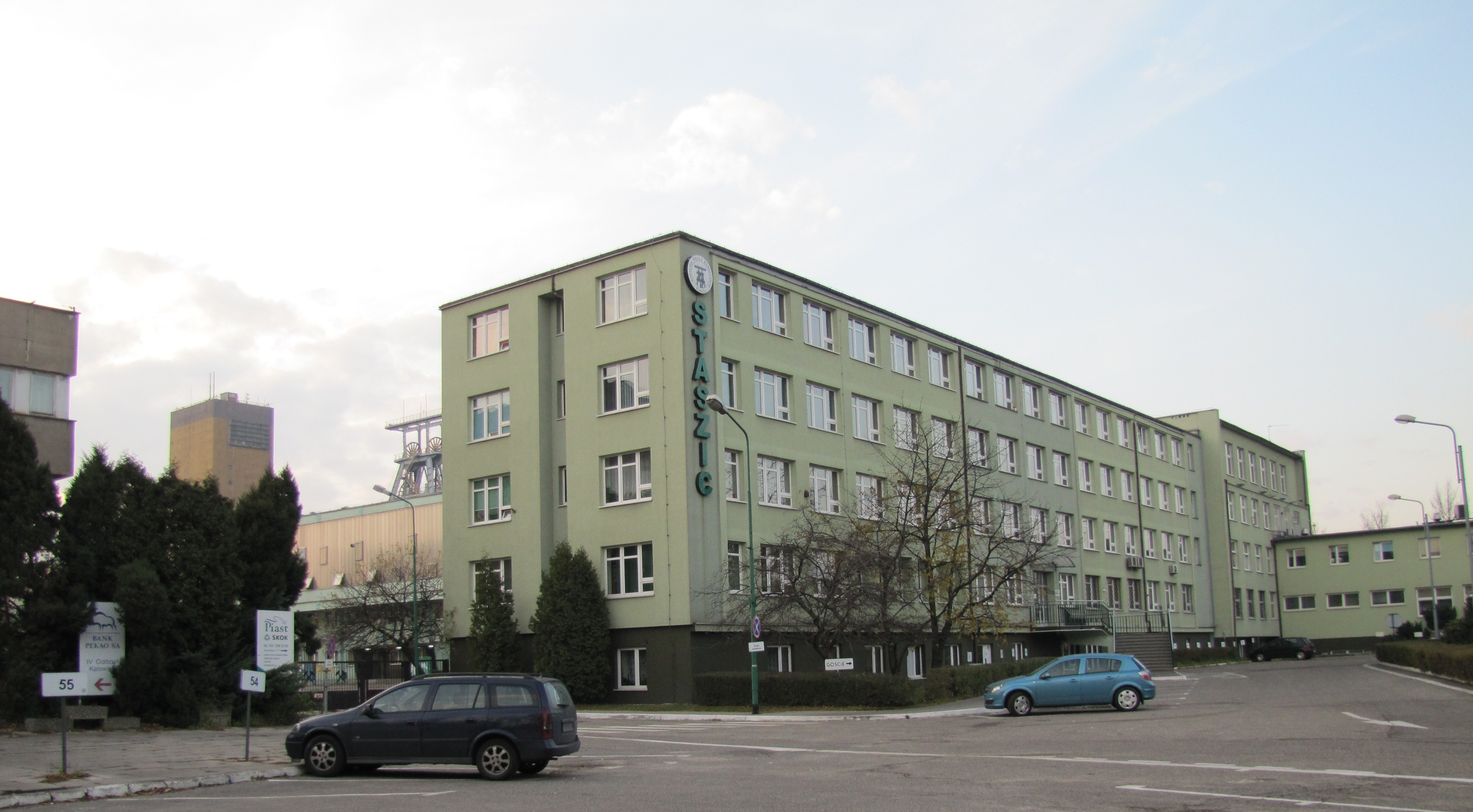
Siedziba kopalni „Staszic”

Właściwa budowa kopalni rozpoczęła się 3 lutego 1959 roku. Generalnym wykonawcą prac było Przedsiębiorstwo Budowlane Przemysłu Węglowego w Katowicach, a roboty górnicze wykonywało Przedsiębiorstwo Budowy Szybów w Bytomiu, które zastąpiło Przedsiębiorstwo Robót Górniczych w Mysłowicach. W pierwszej kolejności zaczęto drążyć szyby I i II, a także wznoszono gmach administracyjny. Ukończono go w 1960 roku, a w tym samym roku rozpoczęto prace nad zakładem przeróbki węgla kamiennego. W 1962 roku rozpoczęto drążenie poziomy wydobywczego 500 m, a także budowę sortowni. W 1963 roku nad szybem II umieszczono stalową kozłową wieżę wyciągową. Wówczas też ukończono, rozpoczętą rok wcześniej, budowę szybu wydobywczego na poziomie 500 m, a także oddano do użytku pierwszy segment bloku socjalnego. W 1964 roku zakończono prace nad budową łaźni, lampowni i Stacji Ratowniczej.
20 lipca 1964 roku nastąpiło uroczyste przekazanie kopalni „Staszic” do eksploatacji i rozpoczęcie wydobycia węgla kamiennego. Przy uroczystości otwarcia, odbywającej się w ramach obchodu 20-lecia PRL-u, brał udział wicepremier Piotr Jaroszewicz. Pierwszym dyrektorem placówki został mgr inż. Tadeusz Lis (górnik z wieloletnią praktyką), który zmarł 13 maja 1959 roku, jeszcze przed oddaniem kopalni do użytku. Jego następcą został mgr inż. Bogusław Roskosz – absolwent Wydziału Elektro-Mechanicznego Akademii Górniczo-Hutniczej w Krakowie. Kopalni ze względów symbolicznych nadano imię Stanisława Staszica – człowieka kojarzonego z postępową myślą techniczną i uważanego za prekursora nowoczesnego górnictwa.

### Eksploatacja i dalszy rozwój zakładu do 1989 roku

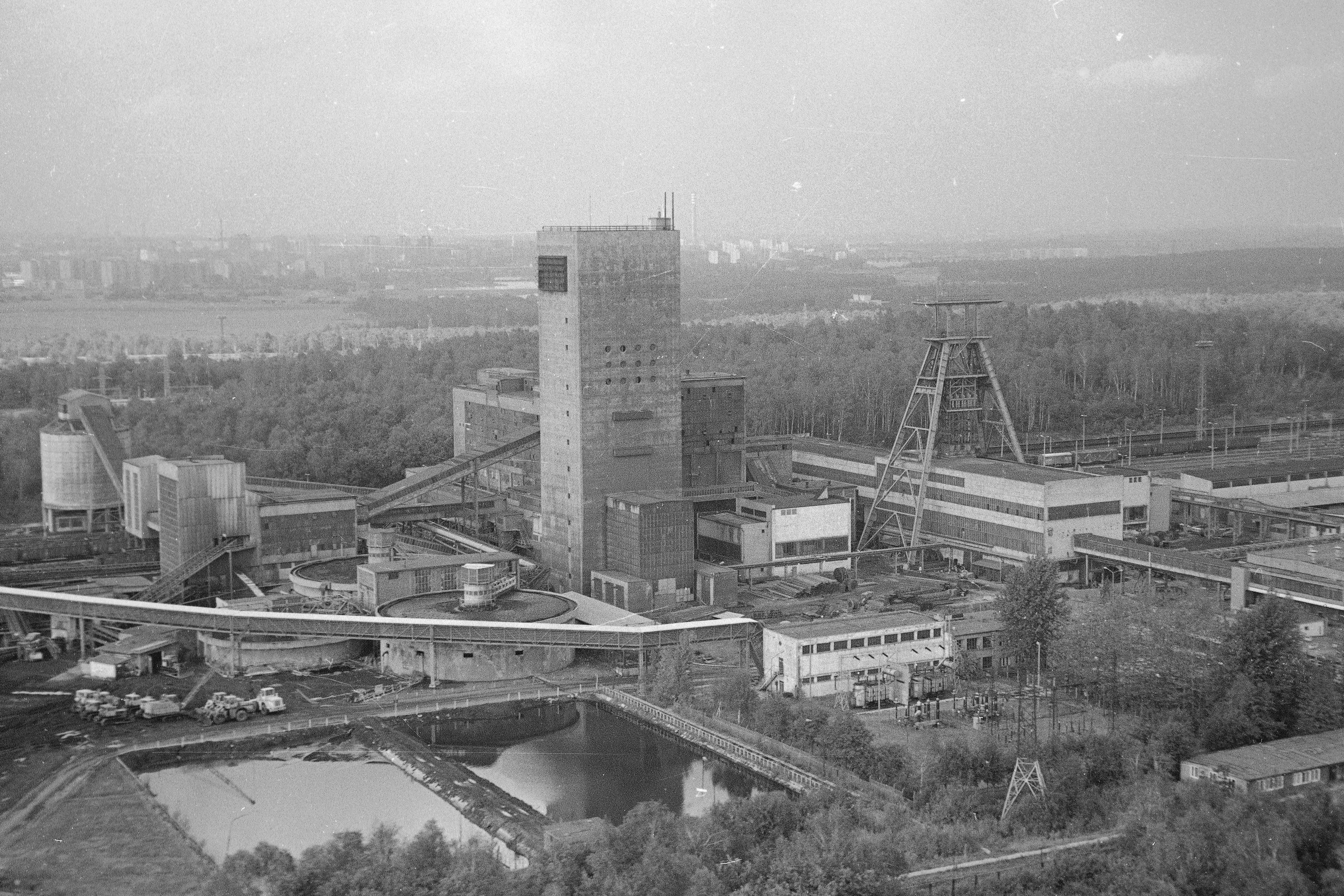
Kopalnia Węgla Kamiennego „Staszic” w 1974 roku

Po otwarciu kopalni dalej kontynuowano prace budowlane. Trwały wówczas prace przy uruchomieniu wydobycia z poziomu 720 m oraz przy budowie basztowej wieży szybu II, a także zagłębiano trzy szyby wentylacyjno-materiałowe III–V. W 1965 roku uruchomiono dworzec kopalniany i pierwszy system zakładu przeróbczego. W 1970 roku, 5 grudnia oddano do eksploatacji poziom wydobywczy 720 m.
Na początku eksploatacji kopalnia zatrudniała mieszkańców Giszowca i okolic, lecz celem pozyskania nowych pracowników prowadzono rekrutację z innych rejonów kraju, lecz wymagało to zagwarantowania miejsc noclegowych. Pierwsze domy powstawały już na koniec lat 50. XX wieku, lecz nadal duża część osób dojeżdżała do pracy bądź była ulokowana w domach Górnika. Fluktuacja załogi wynosiła w 1965 roku ponad 50%. W 1971 roku przy kopalni została powołana pierwsza orkiestra dęta KWK „Staszic”. 5 lipca 1978 roku doszło do najtragiczniejszej katastrofy w dziejach kopalni. Zwarcie instalacji elektrycznej spowodowało zapalenie metanu, a następnie jego wybuch. Zginęło wówczas 4 górników, a 13 zostało rannych. W tym samym roku tytuł honorowego górnika kopalni „Staszic” otrzymał pisarz, Jarosław Iwaszkiewicz.
W 1975 roku podjęto decyzje o rozbudowie zakładu. Planowano wówczas wydobycie z trzech nowych poziomów – 830, 900 i 1080 m, by po zakończeniu prac osiągnąć wydajność na poziomie 24 tys. ton węgla kamiennego na dobę. W latach 1977–1978 powstały dwie nowe łaźnie, a w okresie 1978–1982 przebudowano zakład przeróbczy, zwiększając jego wydajność. W 1974 roku zatrudnienie kopalni wynosiło 5,9 tys. osób. W 1979 roku w kopalni wprowadzono czterobrygadową zmianę, wycofaną rok później w wyniku porozumień jastrzębskich. W czasie stanu wojennego, 15 grudnia 1981 roku została przeprowadzona pacyfikacja górników strajkujących przeciwko jego wprowadzeniu.
Kopalnia od momentu rozpoczęcia eksploatacji była częścią Katowickiego Zjednoczenia Przemysłu Węglowego, natomiast 1 września 1982 roku została przejęta przez Zrzeszenie Kopalń Węgla Kamiennego w Katowicach. W 1988 roku kopalnia miała najwyższe zatrudnienie w historii – 8,5 tys. osób. Wydobycie wówczas wynosiło 4,6 mln to. W latach 1984–1986 przy udziale kopalni wybudowano na terenie Giszowca pierwszy w Polsce Dzienny Dom Opieki dla Dzieci Specjalnej Troski. Obecnie placówka ta nosi nazwę Ośrodku Rehabilitacyjno-Edukacyjno-Wychowawczego im. dr Marii Trzcińskiej-Fajfrowskiej.

### Od 1989 roku

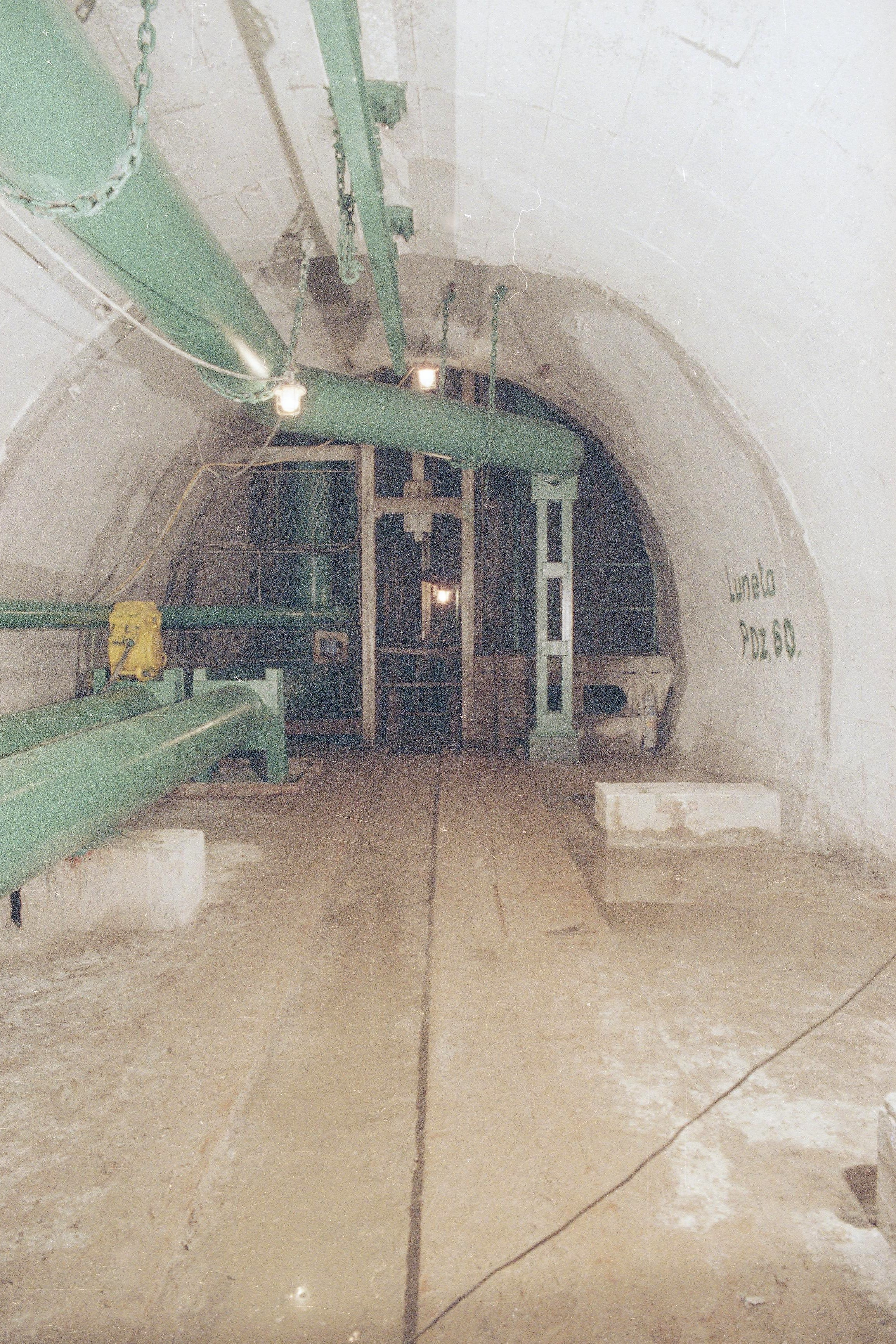
Chodnik kopalni w październiku 1990 roku

W 1989 roku rozpoczęły się w Polsce przemiany ustrojowe, a wraz z tym urynkowiono polską gospodarkę, co doprowadziło do zmian strukturalnych również w kopalni „Staszic”. Wiele dotychczasowych działów działających przy kopalni przekształcono w osobne usługi, a także pozbywano się infrastruktury niezwiązanej z wydobywaniem węgla kamiennego. Pierwsze takie przedsiębiorstwa wyodrębniono w 1992 roku. W 1993 roku kopalnia weszła w skład Katowickiego Holdingu Węglowego. W swoim gabinecie w dniu 24 listopada 1994 roku został zastrzelony przez byłego dzierżawcę w budynku dawnej gospody „Karczmy Śląskiej” dyrektor kopalni „Staszic” – Mirosław Major. 23 kwietnia 2007 roku doszło do kolejnej katastrofy – wówczas to w wyniku podziemnego zawału zginęło dwóch górników, a trzech zostało rannych.
W związku z wyczerpywaniem się złóż z poziomów 400 i 500 m, od 2001 roku przeprowadzono prace nad udostępnieniem nowych poziomów wydobywczych na głębokości 690 i 900 m. W czerwcu 2004 roku ukończono prace nad likwidacją szybu III. Poziom 900 m został udostępniony w 2006 roku, a wydobycie z niego trwa od maja 2008 roku. 31 grudnia 2009 roku dokonano połączenia z Kopalnią Węgla Kamiennego „Murcki”, a dzień później powołano przedsiębiorstwo o nazwie Kopalnia Węgla kamiennego „Murcki-Staszic”. Działania te miały na celu obniżenie kosztów administracji i dostosowanie zakładu do gospodarki opartej na wolnym handlu.
W 2007 roku kopalna „Staszic” otrzymała Złoty Laur Umiejętności i Kompetencji w kategorii polskie przedsiębiorstwo. Kopalnia otrzymała Złoty Laur za: działanie na rzecz ochrony środowiska, bardzo dobre wyniki finansowe, ciągłą modernizację, wprowadzanie nowoczesnych rozwiązań technicznych dla zwiększenia bezpieczeństwa pracy oraz zwiększenia wydobycia węgla kamiennego. 1 lipca 2015 roku część ruchu „Boże Dary” wszedł w skład Spółki Restrukturyzacji Kopalń. W grudniu 2020 roku podjęto decyzję o połączeniu kopalni „Murcki-Staszic” z kopalnią „Wujek”, powołując 1 stycznia 2021 roku zakład o nazwie Kopalnia Węgla Kamiennego „Staszic-Wujek”. Ruch „Murcki” został zlikwidowany. Sama zaś kopalnia „Wujek” eksploatuje złoża węgla kamiennego pierwotnie przypisane do kopalni „Staszic”. Założono wówczas docelowy poziom wydobycia zakładu na poziomie około 2,5 mln ton węgla energetycznego rocznie.

## Wydobycie

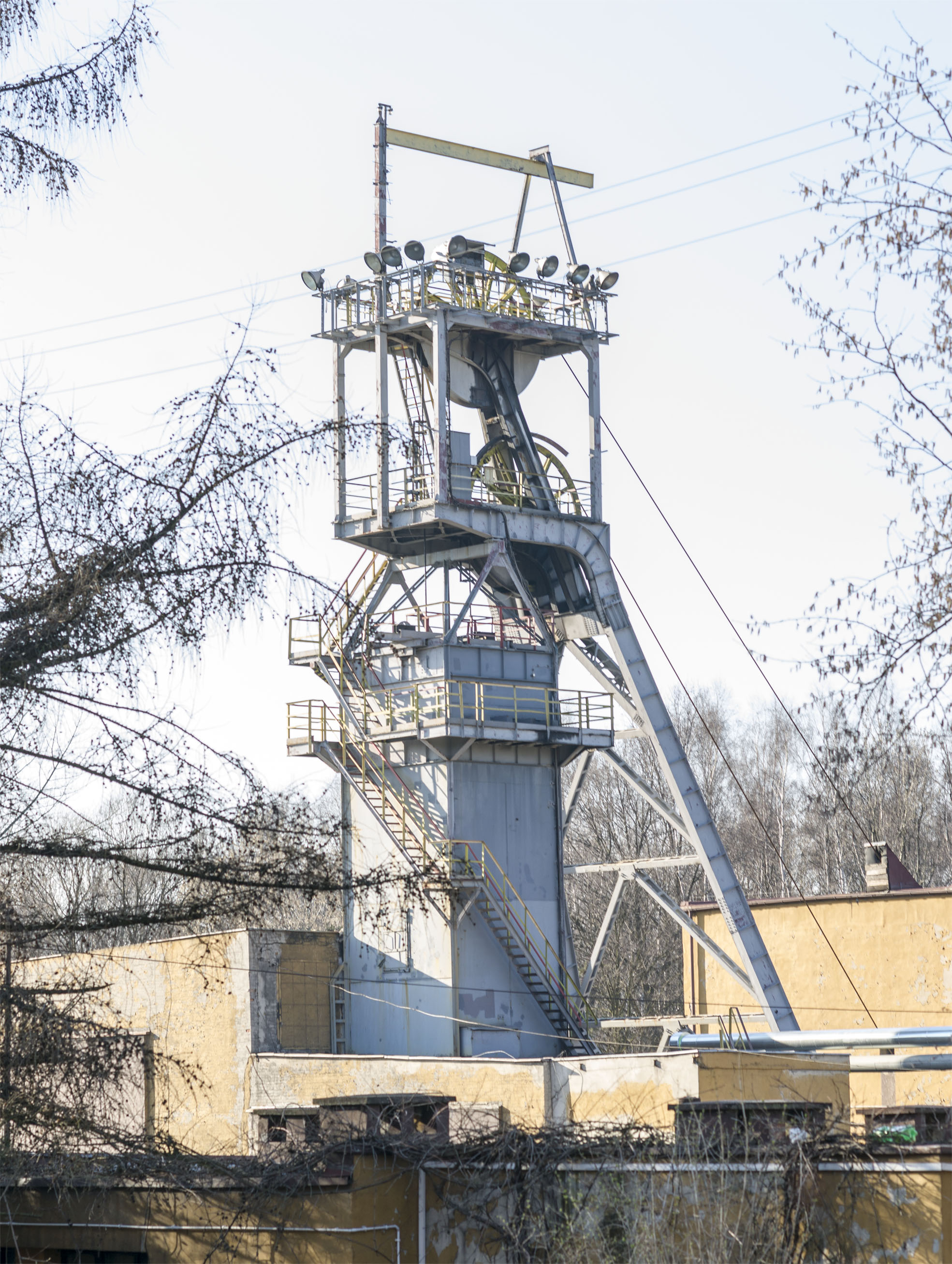
Szyb V kopalni „Staszic”

Eksploatację węgla kamiennego w kopani „Staszic” zainaugurowano 20 lipca 1964 roku. Wydobywano początkowo z jednej ściany na poziomie 500 m przy zatrudnieniu wynoszącym 621 pracowników, które z biegiem czasu wzrastało. Z tej ściany wydobywano wówczas 1–1,2 tys. ton węgla kamiennego na dobę, czyli około 10% planowanej wydajności zakładu. Była ona wyposażona w najnowocześniejsze urządzenia, w tym w płytkozabiorowy kombajn ścianowy. Do 1964 roku z kopalni wydobyto łącznie 163,1 tys. ton węgla. Kopalnia ta z założenia miała stać się najnowocześniejszym zakładem wydobywczym w Polsce, z wykorzystaniem nowoczesnej technologii. Docelowe założenie wydobycia szacowano na 10 tys. ton dziennie w 1971 roku, lecz ze względu na braki kadrowe poziom ten osiągnięto dopiero w 1974 roku, czyli po dziesięciu latach od uruchomienia zakładu.
W grudniu 1970 roku rozpoczęto eksploatację z poziomu 720 m. Do eksploatacji z tego poziomu przeznaczono przedział zachodni szybu I wyposażony w dwa 15-tonowe skipy, a do wydobycia surowca wykorzystano siedem kombajnów ścianowych, obudowy zmechanizowane, a do drążenia chodników kombajn chodnikowy. W 1970 roku z kopalni wydobyto 1,753 mln ton węgla kamiennego, a w 1979 roku 3,869 mln ton. Od 1973 roku w transporcie materiałów zaczęto stosować podwieszane kolejki, a dwa lata później przeprowadzono próby zastosowania jednoszynowej kolejki spągowej. Wzrost wydobycia w kopalni był utrudniany przez wzmożone wydzielanie metanu, a także zakład był narażony na inne zagrożenia, w tym na samozapalenie się węgla, pył i tąpnięcia, a z powodu szybko pęczniejących spągów, w 1977 roku 20% górników zatrudniano do utrzymywania chodników.
W latach 80. XX wieku prowadzono działania na celu zwiększeniu eksploatacji m.in. poprzez wydobycie z zawałem stropu przy powszechnym stosowaniu zmechanizowanych obudów, a wraz z tym ograniczeniem podsadzki hydraulicznej. Dodatkowo zwiększono liczbę maszyn górniczych. W 1980 roku z kopalni wydobyto 4,4 mln ton węgla kamiennego. Wydobycie wówczas prowadzono na poziomie 500 i 720 m z wydajnością dobową na poziomie 15 tys. ton. Węgiel pozyskiwano z siedmiu ścianach na zawał i trzech z podsadzką hydrauliczną. Zakład posiadał wówczas 12 kombajnów.

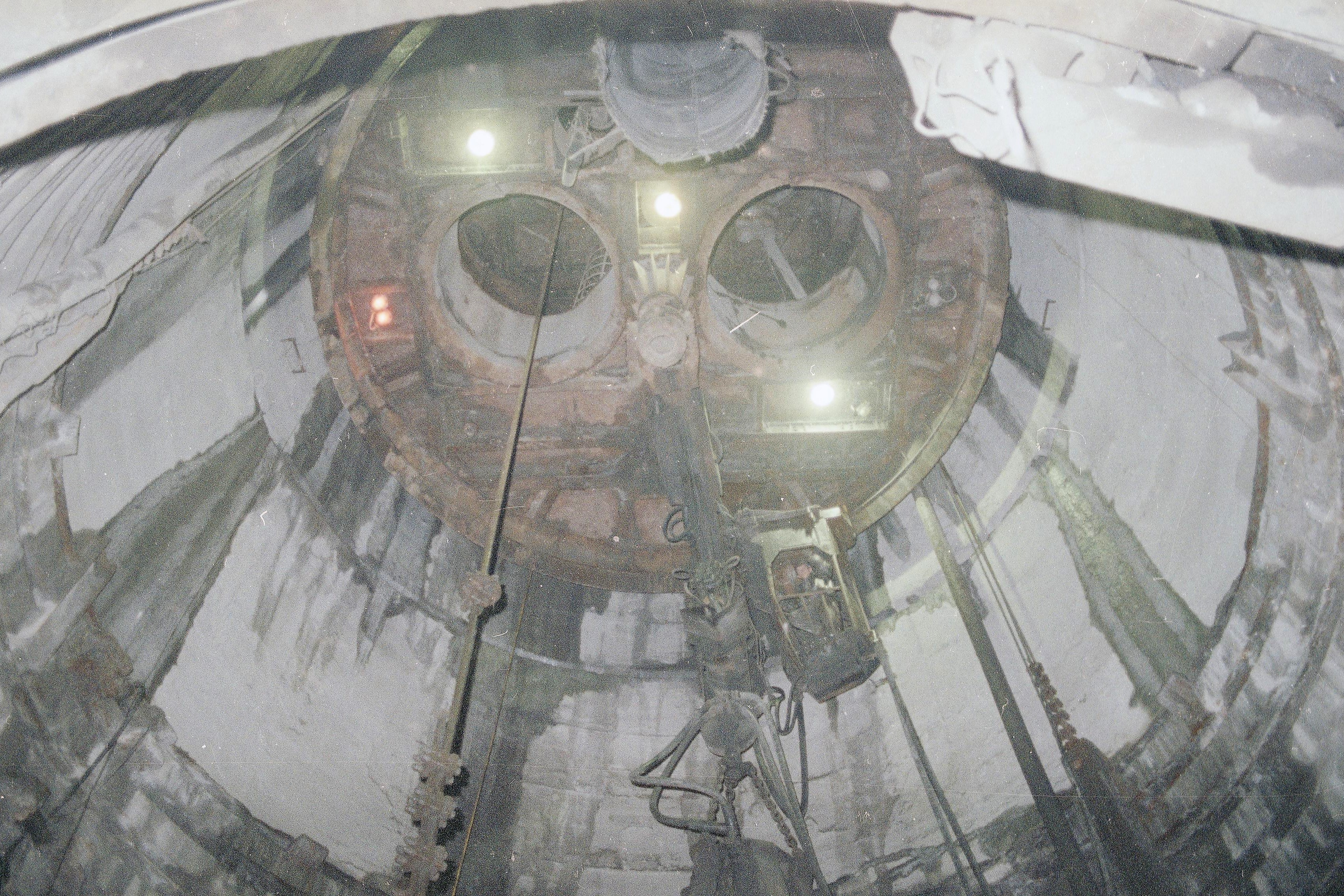
Proces polegający na pogłębieniu jednego z szybów kopalni „Staszic” w trakcie realizacji w 1990 roku

W 1975 roku na poziomie 720 m zaczęto stosować automatyczny transport szynowy ASEA, a na przełomie 1991 i 1992 roku zastosowano wysokowydajnościowy kompleks ścianowy z kombajnem. Na kopalni do pracy pod ziemią uruchomiono eksperymentalnie zdalnie sterowaną automatyczną ścianę wydobywczą. W miejscach szczególnie narażonych na tąpnięcia i wysoką temperaturę zastępuje ona pracę od dwudziestu do trzydziestu górników, a za pulpitem sterującym zasiada tylko od dwóch do trzech pracowników.
W 1995 roku wydajność zakładu wynosiła 16 tys. ton węgla kamiennego na dobę przy zatrudnieniu wynoszącym 4,7 tys. pracowników. Eksploatowano wówczas pokłady na poziomie 760 m, a zasoby bilansowe oceniano na 637 mln ton. W 2000 roku z kopalni wydobyto 2,9 mln ton węgla kamiennego. W 2005 roku wydobycie prowadzono z czterech ścian, z czego z trzech prace prowadzono na zawał, a przy jednej stosowano podsadzkę hydrauliczną. Do 2014 roku z kopalni „Staszic” wydobyto łącznie około 155 mln ton węgla kamiennego. Wykonano m.in. 4770 km szybów i szybików oraz wydrążono 873 km wyrobisk korytarzowych. Eksploatację wówczas prowadzono na trzech poziomach: 500, 720 i 900 m. Według stanu z 31 grudnia 2004 roku, zasoby bilansowe kopalni wynosiły 596,683 mln ton, natomiast operatywne 217,578 mln ton. Obszar górniczy kopalni wynosi 16,61 km², z czego powierzchnia terenów zabudowanych wynosi 6,81 km², a terenów leśnych 9,8 km². Spośród tego obszaru filarem ochronnym objęty jest teren o powierzchni 1,1 km². W 2013 roku węgiel pozyskiwany był ze ścian na poziomie 500, 720 i 980 m o wydajności 16 tys. ton na dobę. Wydobyto wówczas 3,2 mln ton węgla kamiennego.

## Działalność okołozakładowa

### Mieszkalnictwo

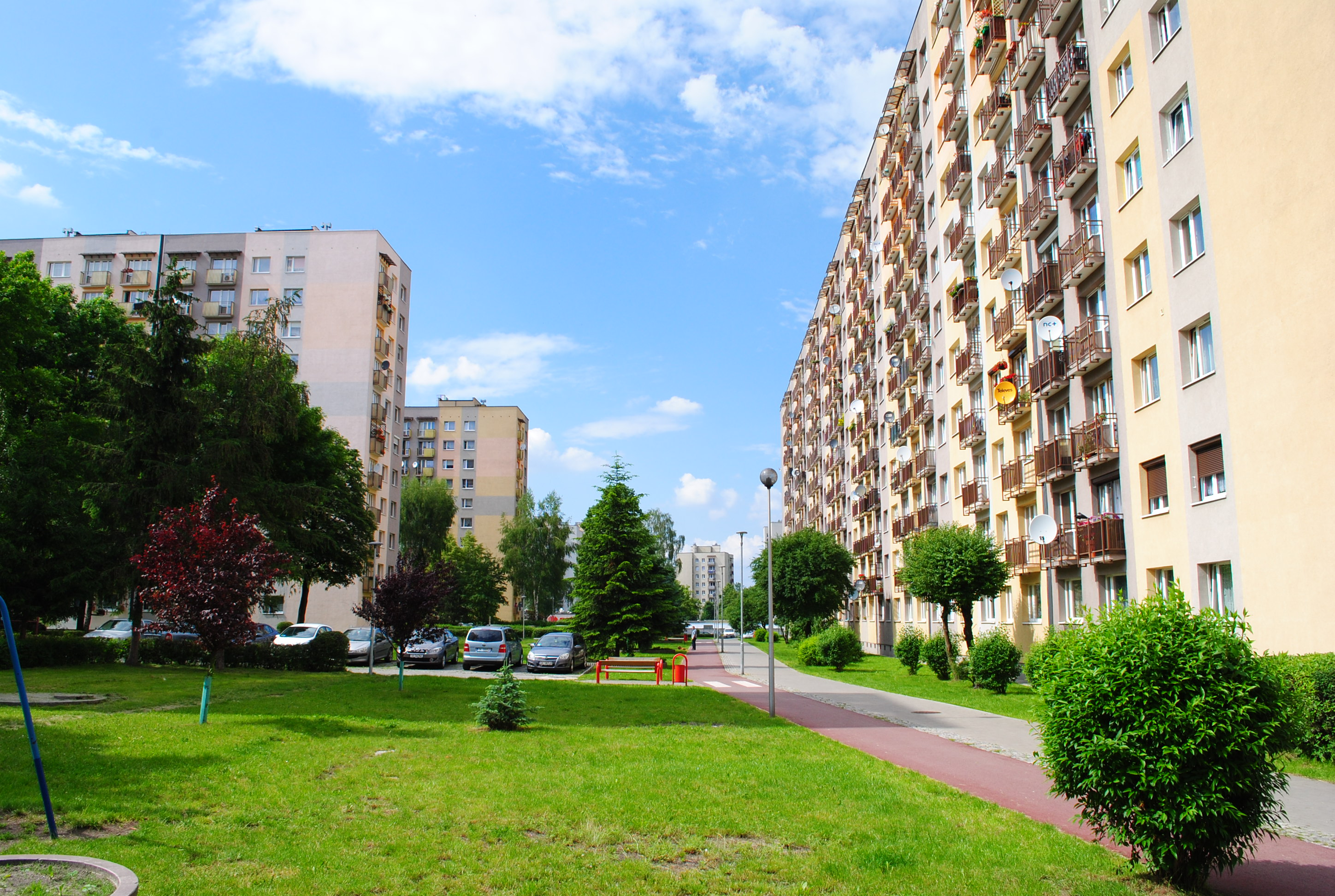
Bloki mieszkalne przy ul. Wojciecha na terenie Giszowca

Budowa nowej kopalni spowodowała konieczność budowy nowych obiektów mieszkalnych oraz hoteli robotniczych. W tym celu w latach 60. XX wieku zadecydowano o wyburzeniu unikatowego osiedla i postawieniu w jego miejscu nowego kompleksu złożonego z wielokondygnacyjnych bloków mieszkalnych. Na przełomie lat 60. i 70. XX wieku rozpoczęto wyburzanie osiedla Giszowiec. Wyburzeniu groziło całe osiedle, dlatego też rozpoczęto działania celem jej uratowania. Przetrwała jedynie jedna trzecia części zabytkowej zabudowy.
Pierwszy dom górnika powstał w rejonie ulicy Pszczyńskiej. Były to prymitywne baraki, w których na początku nocowało 700 osób. W 1966 roku powstał drugi dom górnika przy ulicy Mysłowickiej 66. W 1973 roku został on przekształcony w internat Zasadniczej Szkoły Górniczej. Bloki przy ulicy Mysłowickiej 37 i 39 początkowo zostały przeznaczone pod domy górnika, po czym przerobiono je na mieszkania. W latach 1977–1979 przy ulicy Kolistej powstały cztery domy górnika dla 1800 osób, wyposażone w łazienki, kuchnie, świetlice i inne wspólne sale, a wokół nich powstały boiska.

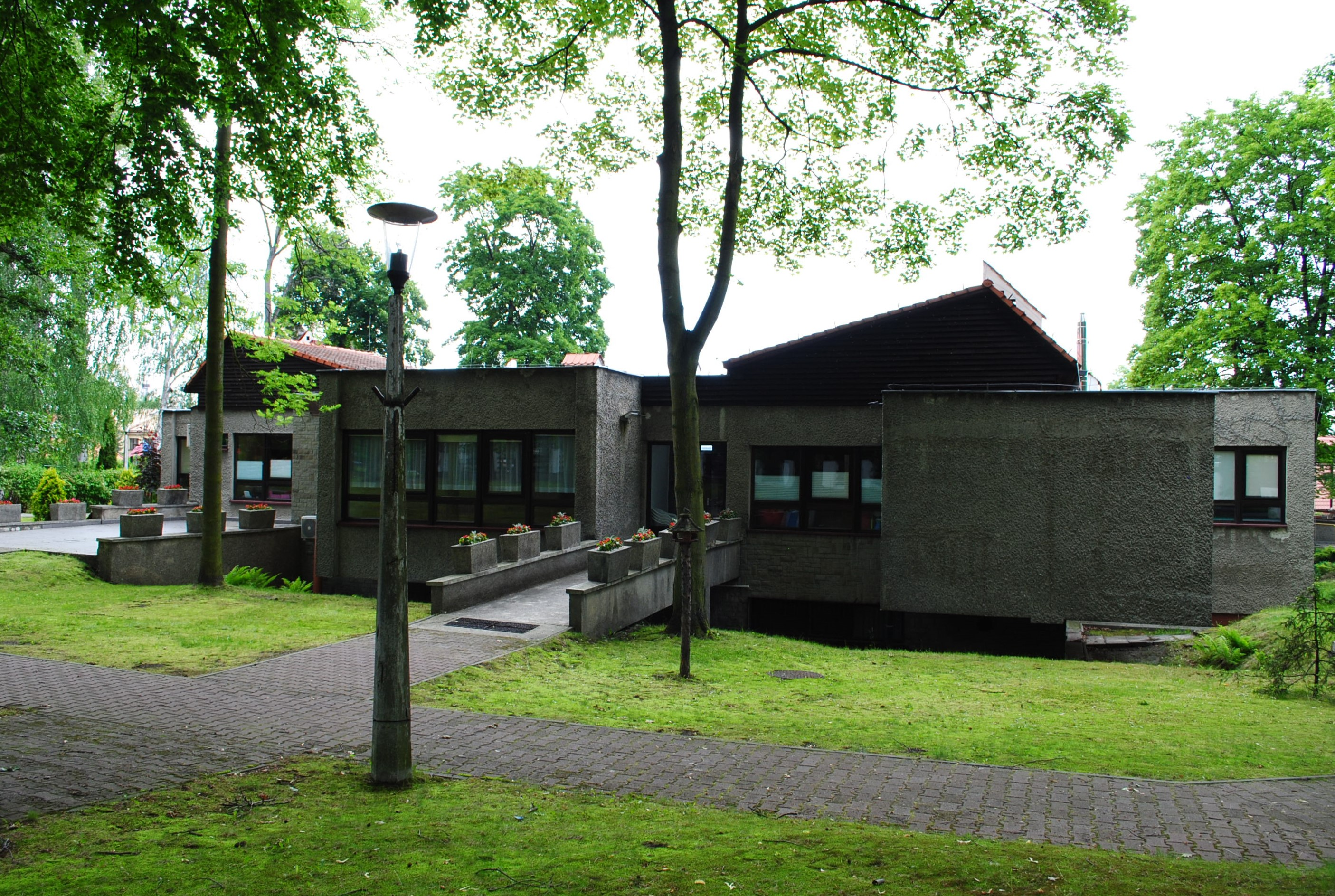
Ośrodek Rehabilitacyjno-Edukacyjno-Wychowawczy im. dr Marii Trzcińskiej-Fajfrowskiej w Giszowcu

W latach 1960–1965 w Giszowcu powstały dla górników kopalni domy z 340 mieszkaniami i dwa pawilony handlowe, a w 1965 roku przy obecnej alei Wojciecha Korfantego powstał budynek z 173 mieszkaniami, a przy ulicy Uniwersyteckiej 1966 roku wieżowiec z 166 mieszkaniami. W następnych latach nowe budynki dla górników powstawały przy ulicy Mysłowickiej i Karliczka w Giszowcu.

### Kultura, sport i rekreacja
W 1966 roku w dawnej willi dyrektora kopalni „Giesche” powołano Klub Zakładowy, a w latach 1969–1972 powstały Pracownicze Ogródki Działkowe Barbara. Dla górników kopalni Staszic w Wiśle w 1968 roku powstał dom wczasowy „Smrek”, a w 1977 roku w Ogonkach oddano do użytku Górniczy Ośrodek Żeglarski. Dwa lata później następny ośrodek kopalnia wybudowała w Krempnej. W latach 70. XX wieku w pobliżu kopalni powstał ośrodek wypoczynkowy Barbara–Janina.
W 1971 roku z inicjatywy Anzelma Siwca i Bolesława Poloka powołano zakładową orkiestrę dętą KWK Staszic. W 1972 roku przy ulicy Mysłowickiej w Katowicach-Giszowcu powstał Zakład Leczniczo-Zapobiegawczy, w której znalazła się m.in. przychodnia i poradnie specjalistyczne. W 1984 roku przy ulicy Pszczyńskiej powstała Hala Widowiskowo-Sportowa. W 1986 roku załoga kopalni ufundowała  Ośrodek Rehabilitacyjno-Edukacyjno-Wychowawczy, której wieloletnim dyrektorem była dr Maria Trzcińska-Fajfrowska.